# Writing on the City
Pour plus de détails, voir Fiche technique et Distribution.
Writing on the City (en persan : نوشتن بر شهر, Neveshtan bar Shahr) est un film documentaire iranien écrit et réalisé par le cinéaste indépendant Keywan Karimi, produit en 2012 et achevé en août 2015.
Le film d'une durée de 60 minutes a été monté à plusieurs reprises, mais n'a jamais été montré en public, hormis une bande-annonce publiée sur YouTube, du fait que le cinéaste a été arrêté en 2013 par la Garde révolutionnaire et condamné en octobre 2015 par le tribunal révolutionnaire islamique à six ans d'emprisonnement et 223 coups de fouet pour « propagande contre la République islamique » et « insultes à l'encontre des principes sacrés ».

## Fiche technique
- Titre : Writing on the City
- Réalisation : Keyvan Karimi
- Scénarist : Amin Bozorgian
- Producteur : Keyvan Karimi
- Musique : Bamdad Afshar
- Photographie : Arasto Madahi Givi
- Montage : Farahnaz Sharifi
- Durée : 60 minutes
- Pays :  Iran
- Langue : persan
- Date de sortie : 2016

## Distribution
- Erfan Ebrahimi : voix